# لازار موجسوف
لازار موجسوف، (19 ديسمبر 1920 - 25 أغسطس 2011) (بالإنجليزية: Lazar Mojsov)‏. (المقدونية: Мазар Мојсов). كان صحفي مقدوني وسياسي شيوعي ودبلوماسي من جمهورية يوغوسلافيا الاشتراكية الاتحادية.

## السيرة الذاتية
تلقى موجسوف درجة الدكتوراه من كلية الحقوق في جامعة بلغراد. قاتل من أجل المناهضين للفاشية في الحرب العالمية الثانية واستمر في الصعود من خلال صفوف الحزب الشيوعي بعد عام 1945. وكان المدعي العام لجمهورية مقدونيا الاشتراكية من 1948 إلى 1951. وخلال العقدين التاليين ، خدم عضو في برلمانات يوغوسلافيا و مقدونيا وعمل كمحرر صحفي.

## روابط خارجية
- لازار موجسوف على موقع مونزينجر (الألمانية)